# Computervirus
 For alternative betydninger, se Virus.
En computervirus er et lille computerprogram, som i samspil med de computere og styresystemer, de er skrevet til, søger at overføre kopier af sig selv til andre computere uden brugerens viden. Dette tager i sig selv en lille del af en "smittet" computers processorkraft, da virusen gerne anbringer sig et sted i systemet, hvor computerens mikroprocessor regelmæssigt kommer forbi og udfører programkoden i virussen. I mange tilfælde er en computervirus lavet, så den gør et eller andet, som ejerne og brugerne af de ramte computere ikke er interesserede i: Den kan f.eks. ødelægge vigtige filer på computerens lagringsmedie eller genere brugeren, f.eks. ved at vise skærmtekst modsat den normale læseretning.
En virus lægger sig ind i et eksisterende program og kan ikke fungere alene. Virussen lægger sig typisk ind i starten af programmet, så den afvikles inden det reelle program kommer til at foretage noget. De fleste vira må kopiere sig et vist antal gange, før den destruktive programkode aktiveres.

## Spredning af vira
En computervirus er kendetegnende ved at den automatisk spreder sig fra en computer til en anden. Tidligere spredtes en computervirus fra computer til computer som "blind passager" på de disketter, man ofte brugte til at transportere programmer og/eller data mellem computere, men da internettet blev "allemandseje" i 1990'erne, opstod en ny "smittevej" og nye muligheder for misbrug: Nu kan en virus installere "bagdøre", der tillader virusprogrammøren at "overtage" den ramte computer og f.eks. beordre den til at udsende spam (uønskede reklamer via e-mail), virke som "lagerplads" for illegale kopier af computerprogrammer, musik og film eller rapportere tilbage om, hvilke adgangskoder, der bliver indtastet, når brugeren f.eks. køber ind eller ordner bankforretninger over internettet.

## Beskyttelse mod virus
Der findes dog nogle metoder til at beskytte sig mod virus. Man kan f.eks. bruge såkaldte antivirusprogrammer. Desværre kommer der hele tiden nye vira, og pr. definition er antivirusprogrammer reaktive – virus skal opdages, før der kan udvikles en kur imod den. Der er desværre også eksempler på at nogle programmer udgiver sig for at være antivirus software, men i virkeligheden blot udnytter den generelle usikkerhed og uvidenhed omkring virus og dermed lokker intetanende computerbrugere til at installere det der senere viser sig i virkeligheden at være netop virus.

## Virus på forskellige styresystemer
Der findes forskellige styresystemer (f.eks. Windows, Linux og Mac OS X), der påvirkes i forskellig grad af virus. Microsofts Windows er uden sammeligning det styresystem, der er skrevet flest vira til og derfor det styresystem, der er mest udsat for angreb. Den første virus kom frem i januar 1986 og inficerede Microsofts tidligere styresystem, MS-DOS. Virusen (kaldet "Brain") blev skrevet af brødrene Basit and Amjad Alvi fra Lahore i Pakistan, angiveligt med det formål at beskydte at et af deres andre programmer mod piratkopiering. Den mere uskyldige virus (end hvad der i dag kan findes) havde brødrenes firma- og person navne i den.
Siden Apples Mac OS X styresystemet blev frigivet i 2001, har der aldrig været rapporteret om en succesfuld computervirus på Mac OS X, der har spredt sig fra computer til computer og inficeret dem. Der har været rapporteret om få såkaldte trojanske heste og malware, der via brugerinteraktion (altså hvor brugeren selv aktiverer infektionen) kan bevirke at skadelig kode aktiveres. Som udgangspunkt er det derfor vigtigt ikke at installere software fra ukendte kilder, specielt hvis softwaren er pakket ind i et installeringsprogram, der beder om administrator password – en typisk, men dog ikke nødvendig, fremgangsmåde for trojanske heste. Heller ikke spyware, er et udbredt fænomen på Mac OS X.
Idet Windows-styresystemet, hvortil der er udviklet mere end 100.000 kendte vira og et ukendt antal spyware programmer, ikke kan afvikles direkte på Mac OS X, hvilket også gælder de programmer, der er skrevet til Windows-styresystemet, er truslen fra disse Windows-specifikke vira og spion-programmer så godt som ikke eksisterende på Mac OS X.
Mac OS X er ikke usårlig, men Mac OS X er fra fødslen født med et væsentligt anderledes og fra grunden opbygget sikkerhedssystem. Mac OS X bygger således på arven fra UNIX (hvilket også gælder for Linux), der tog udgangspunkt i behovet for at mange brugere på store universiteter i bl.a. USA i starten af 1970'erne benyttede en og samme computer. Der var således behov for at opbygge et styresystem, der sikkert kunne adskille og håndtere mange brugere – et flerbruger-system. Systemet fjernede de helt grundlæggende administrator-rettigheder fra almindelige brugere af styresystemet. Denne funktion blev først meget senere delvist tilføjet Windows og var således aldrig tænkt ind fra starten. Netop denne hindring af adgang til helt grundlæggende administrator-rettigheder gør det mere end almindeligt svært at udføre væsentlige skadelige ændringer ved et eventuelt virusangreb). Manglende sikkerhed eller dårligt design er ofte det der får skylden for sikkerhedstruslen på Windows.
Da UNIX grundlæggende er et åbent (open source) styresystem, er de mest kritiske komponenter i Mac OS X åbne for gennemsyn af en verdensomspændende gruppe af sikkerhedseksperter, der løbende vurderer og tester styresystemet og derved er med til at sikre at systemet hele tiden bliver vedligeholdt og opdateret.
Endvidere spiller det helt sikkert også en rolle, at Mac'en (der i dag benytter Mac OS X) traditionelt har haft en meget lille markedsandel, der gør den mindre attraktiv for virus- og spyware-udviklere at bruge ressourcer på. Resultatet har været at de fleste Mac-brugere er sluppet for at bruge deres kræfter på opsætning af firewalls, antivirus-, antispyware og anden sikkerhedssoftware, som alle Windows-brugere skal installere og konfigurere for at holde sig (bedst muligt) skadesløse.
Der findes flere antivirus-programmer til Mac OS X – f.eks. Norton AntiVirus og open source alternativet ClamXav der er gratis.

## Virus og andre slags malware
Computervira er blot en af mange former for malware, omend ordet ofte bruges i flæng om flere forskellige typer malware. Andre er adware, spyware, bagdøre og trojanske heste. En anden meget udbredt "virus"-type er en hoax.